# Школа у Стапарима
Школа у Стапарима постоји од 1892. године када је подигнута прва школска зграда, посебним актом Министарства просвете и црквених дела Краљевине Србије. Налазила се између данашњег школског игралишта и продавнице. Била је то четвороразредна школа и радила је без прекида све до јуна 1914. године, да би у јануару 1919. године наставила са радом. У периоду Другог светског рата школа је радила са малим прекидима.
Постала је, 1957. годне, шесторазредна основна школа, а нешто касније прерасла је у осмогодишњу основну школу. У периоду 1959/60. године изграђена је данашња школска зграда и добила је назив Основна школа „Миливоје Којадиновић”, у Стапарима. У лето 1970. године укинута је Основна школа „Миливоје Којадиновић”, а истог лета одлуком Скупштине општине Титово Ужице основана је нова осмогодишња школа у Стапарима, која је школске 1975. године, имала у 10 одељења са 225 ученика. 
Као самостална основна школа престала је са радом 1981. године и од тада ради као издвојено одељење Основне школе „Андрија Ђуровић” из Ужица. До нове промене имена школе дошло је 2003. године, када матична школа мења назив, у „Прва основна школа краља Петра II”.
У периоду 2003/2012. година на школској згради извршена је реконструкција крова, урађен санитарни чвор, уведено парно грејање и уређено школско двориште, тако да су услови рада и боравака у њој за разлику од већине сеоских школа на завидном нивоу. Данас ову школу похађа 31 ученик. 